# ガブリエル・フォーレ
ガブリエル・ユルバン・フォーレ（Gabriel Urbain Fauré, フランス語発音: ['gabʁjɛl 'yʁbɛ̃ 'fɔʁe], 1845年5月12日 - 1924年11月4日）は、フランスの作曲家、オルガニスト、ピアニスト、教育者。フランス語による実際の発音はフォレに近い。

## 人物
同時代のフランスを代表する作曲家の一人であり、その作曲スタイルは20世紀の作曲家の多くに影響を与えた。彼の作品の中でも有名なものに『パヴァーヌ』、レクイエム、『シシリエンヌ』、ピアノのための夜想曲、歌曲『夢のあとに』、『月の光』などがある。よく知られて親しみやすい楽曲は概して初期に書かれているが、後年になると和声的、旋律的に複雑性を増してくる。傑作として評価の高い作品の多くは、この後期に生み出されている。
フォーレの家庭は文化的素養が高かったが音楽一家ではなかった。彼の才能は幼い頃から明らかであった。9歳でパリのニデルメイエール音楽学校へ送られると、教会オルガニスト、合唱指揮者になるべく指導を受けた。教師陣の中にいたカミーユ・サン＝サーンスとは生涯にわたる親交を結ぶ。1865年に同校を卒業したフォーレがオルガニスト、教師として得た賃金はさほど多いとは言えず、作曲のために取れる時間は少なくなってしまった。壮年期になって成功を見せ始めると、マドレーヌ寺院のオルガニストやパリ音楽院の学長という重職に就き、依然として作曲に時間を充てることができなかった。そのため、夏季休暇には田舎へと逃れて作曲に集中した。晩年にはフランスで当代を代表する作曲家として認められる。1922年のパリではフランス共和国宰相が音頭を取り、彼に敬意を表して過去に例のない国家的音楽祭が開催された。フランス国外ではフォーレの音楽が広く受け入れられるには数十年の時間を要したが、唯一イギリスでは生前より多くのファンがいた。
フォーレの音楽はロマン派の終焉と20世紀半ば前半の近代音楽を繋ぐものと評される。彼が生まれた時にはショパンがまだ作曲を行っており、最晩年にはジャズや、新ウィーン楽派の無調音楽が聴かれるようになっていた。『ニューグローヴ世界音楽大事典』は彼を同時代のフランスで最も進歩的な作曲家であったと述べ、その和声と旋律の革命が後の世代への和声教育に影響を与えたことを特筆している。フォーレは最後の20年間、悪化していく難聴に悩まされた。初期の音楽がたたえる魅力とは対照的に、この時期の彼の作品はときに捉えどころのなく内向的な性格を呈しており、またときには荒々しく情熱的な表情を見せる。

## 生涯

### 幼年期
フランス南部のアリエージュ県、パミエに生まれた。父のトゥサントノレ・フォーレ（Toussaint-Honoré Fauré, 1810年-1885年）、母のマリー＝アントワネット＝エレーヌ・ラレーヌ＝ラプラード（Marie-Antoinette-Hélène Lalène-Laprade, 1809年-1887年）の間の6人兄弟のうち末っ子、五男だった。伝記作家のジャン＝ミシェル・ネクトゥーによると、フォーレ家は13世紀にフランスの同地を発祥としているという。一族はあるときには大地主であったが、19世紀までにその財力は衰えていた。父方の祖父のガブリエルは精肉店を営み、その息子である父は学校教員となった。フォーレの両親が結婚したのは1829年である。母は小貴族の娘だった。6人の子どものうちで音楽の才能を示したのはガブリエルだけであった。4人の兄たちはジャーナリズム、政治、軍隊、そして役所勤めの道へ進み、姉は公務員の妻として普通の人生を歩んだ。
幼いフォーレは4歳になるまで養母のもとへ預けられて、そこで暮らした。1849年に父がフォワ近郊のモンゴージー (Montgauzy) にある教員養成校であるÉcole Normale d'Instituteursの学長に就任すると、フォーレは家族のもとへ帰された。同校にはチャペルが併設されており、フォーレは人生最後の年にこう述懐している。
かなり大人しく行儀の良い子供だった私は、風光明媚な地域で育ちました。（中略）しかし、唯一私が本当に明瞭に思い出せるのはその小さなチャペルにあったハーモニウムこのとです。抜け出せるときには毎度そこへ駆けていきました - そして楽しく過ごしました。（中略）滅茶苦茶に弾き（中略）なんの秩序もなく、少しの技術もなく、ですが幸せだったことを思い出します。もしそれが天職を持つことを意味するところなのであれば、それは大変に喜ばしいことです。

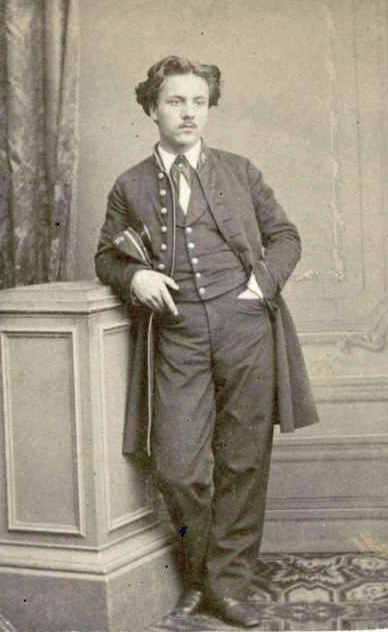
学生時代のフォーレ、1864年。

盲目の老婆が聴きに来て少年に助言を与えており、彼女はフォーレの父に彼の音楽の才能のことを伝えた。1853年には国民議会のシモン＝リュシアン・ドゥフォール・ド・ソビアック (Simon-Lucien Dufaur de Saubiac) がフォーレの演奏を聴き、パリにルイ・ニデルメイエールが設立した古典・宗教音楽学校、ニデルメイエール音楽学校としてよく知られる学校へ彼を入学させるべきだと、トゥサントノレに助言した。1年間の熟考の末、父は彼に同意して1854年10月に9歳になる息子をパリへ連れて行ったのである。
地元教区の司祭から奨学金の援助を受け、フォーレは同校で11年の寄宿生活を送る。校風は厳格で、教室は暗く、食事は平凡であり、精巧に作られた制服が必要だった。しかし、音楽教育は優れた内容だった。資質のあるオルガニスト、合唱指揮者を育成することを目標とするニデルメイエールは、教会音楽に焦点を当てていた。フォーレの教授陣はオルガンのクレマン・ロレ、和声学のピエール＝ルイ・ディーチュ、対位法とフーガのクサヴィエ・ヴァッケンターラー、そしてピアノ、単旋聖歌、作曲を担当するニデルメイエールだった。
1861年3月にニデルメイエールが他界し、カミーユ・サン＝サーンスがピアノを受け持つようになると、シューマン、リスト、ワーグナーといった同時代の音楽が導入されていった。後年のフォーレは次のように回想している。「授業を終わらせると彼はピアノに向かい、巨匠たちの作品を聴かせた。そうした人々は我々の厳格に古典的な教育課程では遠いところに位置し、加えて遥か昔である当時にはほとんど知られていなかった。（中略）そのとき私は15か16で、私が生涯を通じて彼に対して抱いてきた、ほとんど子どものような愛着（中略）計り知れぬ称賛、尽きることにない感謝はこの時点に遡るのである。」
サン＝サーンスは教え子の成長に大きな喜びを見出し、出来る時にはいつでもそのために手を差し伸べた。ネクトゥーはフォーレのキャリアの各段階において「サン＝サーンスの影があったことは事実上当然のことと看做し得る」と述べている。彼らの近しい交友関係は、サン＝サーンスが60年後にこの世を去るまで続いたのであった。
フォーレは在学中に多数の賞を受賞しており、レパートリーの常連入りした最初期の合唱作品である『ラシーヌの雅歌』作品11で獲得した作曲のプルミエ・プリ（1等賞）もその一つである。1865年7月に卒業する際にはオルガン、ピアノ、和声、作曲で「受賞者」(Laureat)となり、「楽長」(Maître de chapelle) の修了証書を授与された。

### オルガニスト、作曲家
ニデルメイエール音楽学校を後にして間もなく、フォーレはブルターニュ、レンヌにあるサン＝ソヴァールの教会でオルガニストに任用された。1866年1月に着任している。レンヌでの4年間には個人的な教え子を取ることで収入の足しとしており、「数えきれないほどのピアノレッスン」を行った。常となっていたサン＝サーンスからの催促に応じて作曲を続けてはいたが、この時期の作品は一つも現存していない。レンヌに退屈すると同時に、フォーレの信心の浅さを正しく見抜いた教区の司祭との関係も思わしくなかった。フォーレが日頃から説教の最中に煙草のために抜け出す姿が目撃されており、1870年の初めのある日曜のミサに舞踏開場で夜を明かしたその夜会服のまま姿を現すに至り、退職を求められてしまった。サン＝サーンスの陰の助けもあり、ほとんど間を置かずにパリ北部に位置するノートルダム・ド・クリニャンクール教会の副オルガニストの職を得た。しかし、彼がそこに居られたのはわずか数か月であった。1870年の普仏戦争勃発を受け、従軍を志願したからである。パリ包囲を起こす戦いに加わったほか、ル・ブルジェ、シャンピニー、クレテイユでの戦闘に加わった。彼は「クロワ・ド・ゲール勲章」を授与されている。

フォーレが職を得たサン＝シュルピス教会の教会堂内部

フランスがプロイセンに敗北すると、パリ市内では1871年の3月から5月にかけてのコミューンの一時期、血なまぐさい抗争が起こった。フォーレは兄の一人が住んでいたランブイエへ避難し、次いでスイスへ赴くと、そこで暴力沙汰を避けて一時移転していたニデルメイエール音楽学校の教員の職を得ることができた。彼が最初に教えた学生はアンドレ・メサジェであり、フォーレは彼と終生の交友関係を持つとともに時に仕事上でも協力し合った。この時期のフォーレの作品は動乱や流血の情勢を過度に反映するものではない。サン＝サーンス、グノー、フランクら、作曲家仲間の一部はエレジーや愛国的頌歌を生み出しているが、フォーレはそうしたものに手を付けなかった。しかし、伝記作家のジェシカ・デュシェンによると、彼の音楽には「陰鬱さ、悲劇が暗く影を落とす感覚」が付け加わり、「主としてこの時期の歌曲である 『いなくなった人』（"L'Absent"）,『ただひとり』（ "Seule!"）,『漁夫の歌』（ "La Chanson du pêcheur"） などにはっきりと現れている」という。
1871年10月にパリへ戻ったフォーレは、サン＝シュルピス教会で作曲家兼オルガニストのシャルル＝マリー・ヴィドールの下、合唱指揮者に任用された。この職務にあたる間に彼はカンティクムやモテットを作曲しているが、それらはわずかしか現存していない。礼拝中には、ヴィドールとフォーレは教会の2台のオルガンで同時に即興演奏を行うこともあり、双方が相手の突如の転調を捉えようとし合っていた。フォーレは定期的にサン＝サーンスの音楽サロンや、サン＝サーンスに紹介されたポーリーヌ・ガルシア＝ヴィアルドのサロンに顔を出していた。
1871年2月にフランスの音楽を普及すべく、ロマン・ビュシーヌとサン＝サーンスが共同総裁となって国民音楽協会が設立され、フォーレもその創設メンバーに加わった。会員にはジョルジュ・ビゼー、エマニュエル・シャブリエ、ヴァンサン・ダンディ、アンリ・デュパルク、セザール・フランク、エドゥアール・ラロ、ジュール・マスネらが名を連ねた。フォーレは1874年に協会の書記となっている。フォーレの作品の多くが同協会の演奏会で初演されることになる。

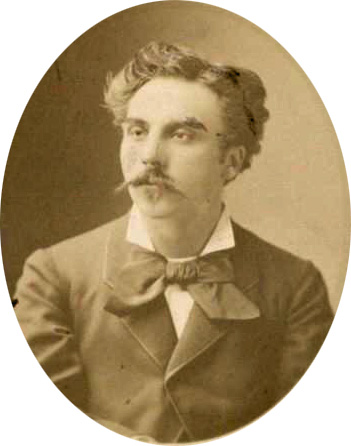
フォーレ、1875年。

フォーレは1874年にサン＝シュルピス教会からマドレーヌ寺院へと移り、たびたび演奏旅行に出かける首席オルガニストのサン＝サーンスが不在の間、副オルガニストとしての任に就いた。フォーレを賞賛する者の中には、彼が40年もの間オルガンのプロとして演奏を行っていたにもかからわず、この楽器のために独奏曲を一つも残さなかったことを残念がる向きもある。彼は即興演奏で高い評価を得ており、サン＝サーンスの言によれば彼は「自分がそうなりたいときには第一級のオルガニスト」であったという。フォーレは定収入が得られるが故にオルガンを弾いていたに過ぎず、ピアノの方をより好んでいたのである。デュシェンは彼が能動的にオルガンを嫌悪していたのではないかと推測するが、なぜなら「これほどのニュアンスの精緻さ、そして官能性を持つ作曲家には、単純にオルガンでは繊細さが不十分であった」可能性があるからである。
1877年はフォーレにとって、公的にも私的にも重要な年となった。1月に国民音楽協会の演奏会で演奏されたヴァイオリンソナタ第1番が大成功を収め、彼の作曲家としてのキャリアは31歳にして転換点を迎えた。ネクトゥーはこの作品を、作曲者初の大傑作に数えている。3月にはサン＝サーンスがマドレーヌ寺院の職を辞し、合唱指揮者であったテオドール・デュボワがオルガニストを引き継いだ。フォーレはデュボワの後任に任命される。7月にはポーリーヌ・ガルシア＝ヴィアルドの娘であったマリアンヌと婚約、彼女は彼が深く愛する女性だった。しかし理由は不明ながら彼女は同年11月に婚約を破談としてしまい、フォーレは大きな悲しみに沈んだ。気晴らしのためにサン＝サーンスは彼をヴァイマルへ連れていき、フランツ・リストに引き合わせている。この旅をきっかけにフォーレは外遊を好むようになり、以降生涯にわたって旅行に耽るようになる。1878年から、彼はメサジェと連れ立ってワーグナーの楽劇を観るため国外旅行に繰り出していく。2人はケルン歌劇場で『ラインの黄金』、『ワルキューレ』を観劇、ミュンヘンのバイエルン国立歌劇場とロンドンのハー・マジェスティーズ劇場で『ニーベルングの指環』全夜、ミュンヘンとバイロイトで『ニュルンベルクのマイスタージンガー』、バイロイトではさらに『パルジファル』も鑑賞している。彼らは合作した不遜な『バイロイトの想い出』を、催し用の楽曲として頻繁に演奏していた。この4手ピアノのための小規模でテンポの速い作品では、『指環』の主題群がパロディー化されている。フォーレはワーグナーを賞賛してその音楽を熟知していたが、同時代ではワーグナー音楽の影響下に入らなかった数少ないの作曲家のうちの一人であった。

### 壮年期

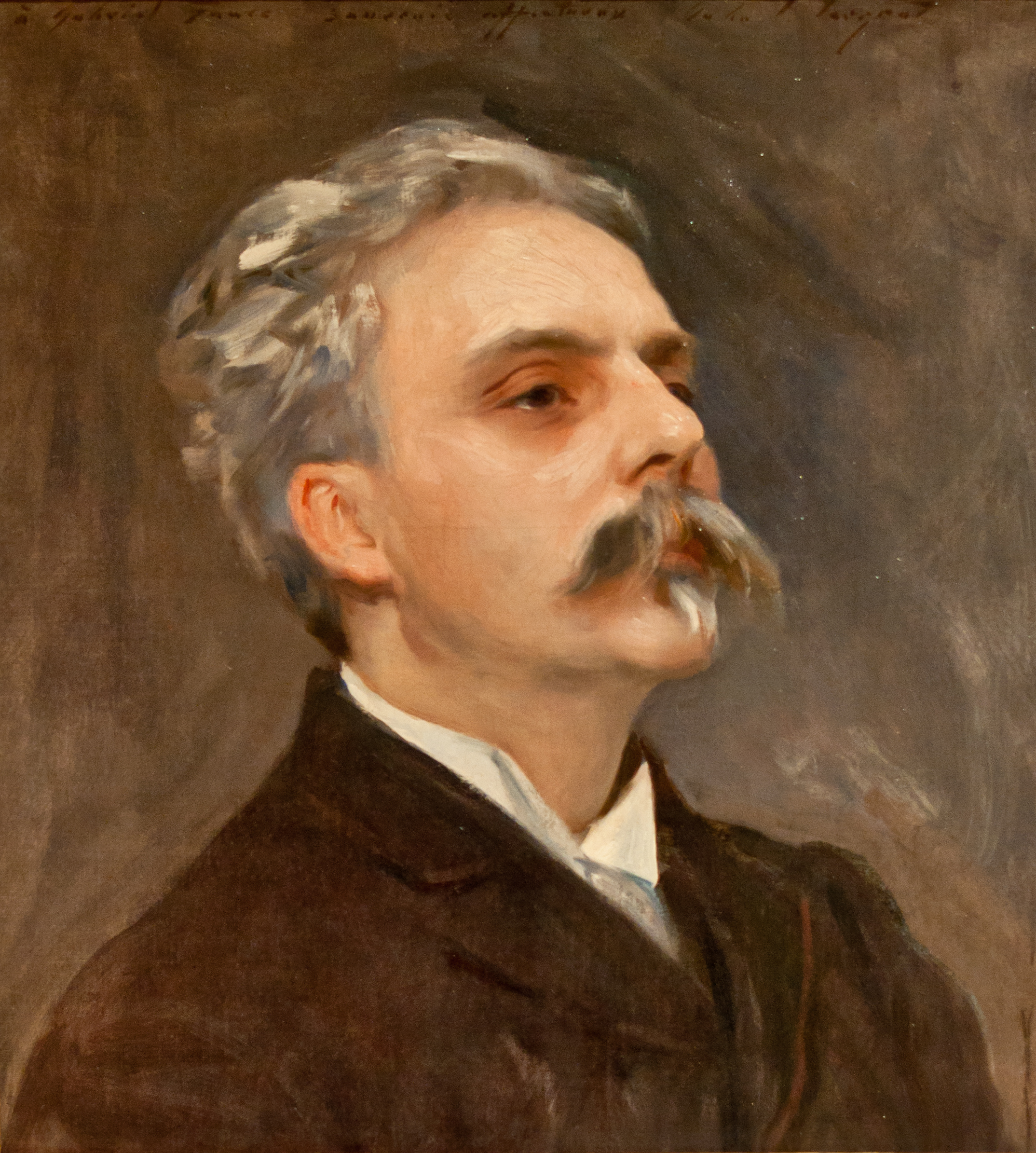
フォーレの肖像。ジョン・シンガー・サージェント画、1889年。

1883年、フォーレは一流彫刻家エマニュエル・フレミエの娘であるマリー・フレミエと結婚した。ネクトゥーはマリーについて「美しさも、機知も、運もない（中略）狭量で冷淡」と述べつつ、「それら全てがありながらも（フォーレは）彼女に向ける優しさを感じていた」と書き留めている。結婚は愛に溢れたものだったが、ネクトゥーの表現を借りるならマリーは「家に籠りっきり」で、一緒に夜会に出て欲しいという夫の願いを共有することはなかった。さらに、彼が頻繁に留守にすること、家庭生活を毛嫌いすること (horreur du domicile)、そして自分が家にいる間に彼が不貞を働くことに憤るようになっていった。フォーレはマリーを友人、仲間として買っており、家を離れる際にはまめに - 毎日となることもあった - 手紙をしたためていたが、彼女の側はそうした彼の情熱的な性分を分かち合わず、情熱は別所へとはけ口を見出していったのである。夫妻は2人の息子を授かった。1人目はエマニュエル・フォーレ＝フレミエ（1883年-1971年、マリーが自分の姓との複合姓にするよう強く主張した）で、国際的に名声を集める生物学者となった。次男のフィリップ（1889年-1954年）は作家となった。彼の作品には歴史、演劇、父や祖父の伝記などがある。
同時代の証言はフォーレが女性にとって極めて魅力的であったと認めている。デュシェンの表現では「パリのサロンでは彼が口説き落とした相手が多数に上った」とされる。1892年頃から歌手のエンマ・バルダックと浮名を流した後、作曲家のアディーラ・マディソンと親密になり、1900年にはアルフォンス・アッセルマンの娘でピアニストのマルグリット・アッセルマンとの出会いが訪れる。これはフォーレが没するまで続く関係となっていく。彼はアッセルマンにパリのマンションを用意し、彼女は公然と彼の同伴者として行動した。

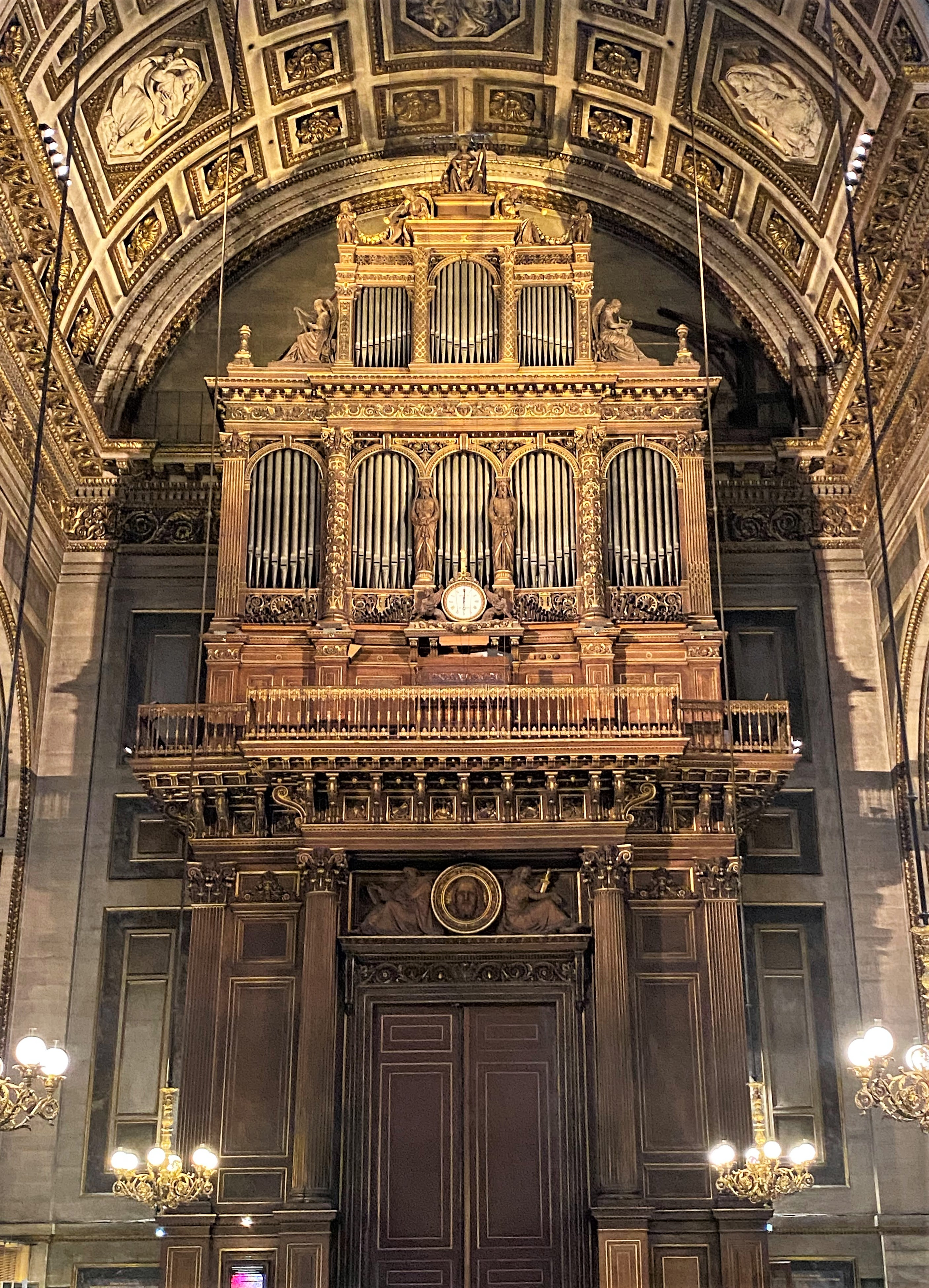
マドレーヌ寺院の大オルガン

家族を養うため、フォーレはほとんどの時間をマドレーヌ寺院での日々の礼拝、ピアノと和声のレッスンに費やした。作曲で得られる対価は雀の涙ほどであった。というのも、出版社は作品を即金で買い上げ、歌曲であれば1曲60フランが支払われた後、フォーレは印税を受け取ることもなかったからである。この時期に彼は多くのピアノ曲や歌曲に加えて大規模作品を複数書いているが、数回の演奏の後にその大半を破棄してしまっており、モチーフを再利用するためにいくつかの楽章を手元に残したのみであった。この時期の作品で現存するものの中にはレクイエムがある。1887年に着手すると何年もかけて改訂と加筆が行われ、1901年に最終版の脱稿に至った。1888年の初演後に担当司祭はフォーレにこう述べたという。「我々はこの新作を必要としません。マドレーヌのレパートリーは十分に豊かです。」
若い頃のフォーレは非常に陽気だった。友人の一人は「若い、いくらかは子供じみてすらいる愉快さ」と書いていた。30代からは鬱の発作に苦しむようになり、彼自身はこれを「脾臓（「癇癪」の意）」と表現していた。その始まりは婚約の破断、そして作曲家としての成功を得られないことにあったのではなかろうか。1890年にはポール・ヴェルレーヌの詞によりオペラを書くという栄えある、そして割のいい委嘱の話が持ち上がったが、当の詩人が飲んだくれてリブレットが届かず頓挫してしまった。フォーレは友人たちが彼の健康を真剣に心配するほどの抑鬱状態へと一気に落ち込んでしまう 。常にフォーレの善き友人だったウィナレッタ・シンガーは、カナル・グランデに「宮殿」を所有していたヴェネツィアへと彼を招いた。精神を回復させた彼は再び作曲の筆を執り、ヴェルレーヌのテクストを基に『5つのヴェネツィアの歌』の第1曲を書き上げた。オペラの件では散々な目に遭ったが、フォーレは彼の詩を賞賛し続けていたのである。

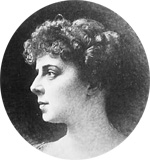
エンマ・バルダック

この時期、もしくはすぐ後の時期にフォーレとエンマ・バルダックの情事が始まっている。デュシェンの言によると「40代終盤に差し掛かっていた彼は初めての充足した、情熱的な関係性を経験し、これが数年にわたり拡大していく」のである。主要なフォーレの伝記作家は誰もが、この密通により創作力の爆発と、連作歌曲『優しい歌』の例に現れているような彼の音楽の新たな独自性がもたらされたという見解で一致している。フォーレは1894年から1897年にかけてピアノ連弾のための組曲『ドリー』を作曲し、「ドリー」として知られたバルダックの娘のエレーヌへと献呈した。フォーレがドリーの父親なのではないかと疑う者もいたが、ネクトゥーやデュシェンらの伝記作家たちはその可能性は低いと考えている。フォーレとエンマ・バルダックの不倫関係はドリーの誕生後に始まったと考えられているからであるが、いずれの説にも決定的な証拠は存在しない。
1890年代にフォーレの運勢は好転した。パリ音楽院で作曲の教授を務めたエルネスト・ギローが1892年に他界すると、空席となったポストに応募するようサン＝サーンスがフォーレに勧めたのである。音楽院の教授陣はフォーレを危険なほど現代的であると看做しており、学長であったアンブロワーズ・トマは「フォーレだと?あり得ない!もし彼が採用されるようなら私は辞任する」と宣言して任用を阻止した。しかし、フォーレはギローの別の役職であったフランス各地の音楽院の調査員として採用されることになった。彼はこの仕事につきものの国中を巡る長旅を嫌がりはしたが、この職では安定した収入が得られ、それによってアマチュアの生徒を教えなくてもよくなった。

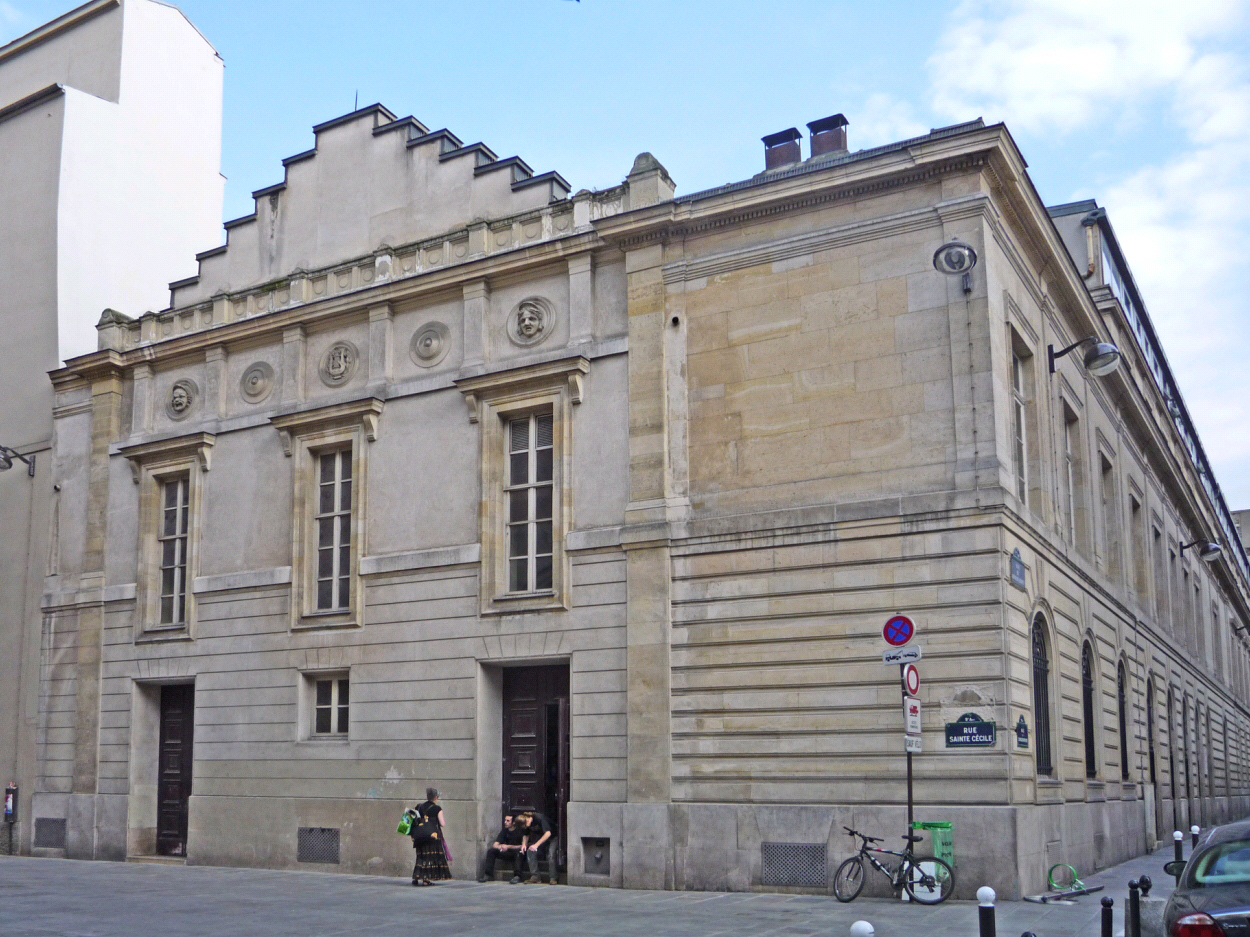
フォーレが教鞭を執った当時の、パリ9区に位置するパリ音楽院校舎

1896年にアンブロワーズ・トマがこの世を去り、テオドール・デュボワが音楽院の学長を引き継いだ。フォーレはデュボワの後任としてマドレーヌ寺院の首席オルガニストとなる。この人事にはさらなる余波があった。音楽院で作曲の教授をしていたマスネはトマの後釜に収まるものと期待を膨らませていたが、終身の任期を主張して強く出過ぎてしまった。選に漏れた彼は、デュボワが代わりに任命を受けると怒りのままに教授職を辞したのである。そうして空いた職位にフォーレが収まった。フォーレは多くの若い作曲家を育てた。モーリス・ラヴェル、フローラン・シュミット、シャルル・ケクラン、ルイ・オベール、ジャン・ロジェ＝デュカス、ジョルジェ・エネスク、ポール・ラドミロー、アルフレード・カゼッラ、ナディア・ブーランジェなどである。フォーレは門弟たちに基本的技能のしっかりした基礎訓練が必要だと考えており、有能なアシスタントだったアンドレ・ジェダルジュにその役割を委任することを厭わなかった。彼自身の役割は、各々の学生がそうした技能を各人の才能に沿った形で行使することを手助けすることにあった。ロジェ＝デュカスは後にこう記している。「彼は生徒たちが取り組んでいるものは何でも拾い上げ、手許で形式の規則を生み出してしまう（中略）そして用例を参照するのだが、それはいつでも巨匠のものから引かれるのであった。」ラヴェルはいつも教師としてのフォーレの寛容さを思い起こしていた。ラヴェルの弦楽四重奏曲を受け取ったフォーレは平素よりも熱意に欠ける様子だったが、もう一度原稿を見せて欲しいと言った後、数日経って「私が間違っていたのかもしれない」と言ってきた。音楽学者のアンリ・プルニエーレ (Henry Prunières) は次のように書いている。「フォーレが生徒の中に育てていたのは、和声の感受性、純粋な旋律線、予想外で色彩豊かな転調への愛であった。しかし、彼は決して自身のスタイルに則った作曲のための秘訣を与えることはなく、そのおかげで全員が様々に異なった、しばしば反対の方向へと自分の道を求め、見出していったのであった。」
世紀の終わりにかけて書かれた作品にはモーリス・メーテルリンクの『ペレアスとメリザンド』の英語版初演のために書かれた付随音楽（1898年）や、ベジエの円形劇場のために作曲された抒情悲劇『プロメテ』がある。野外上演を念頭に作られたため、『プロメテ』には大規模な管弦楽と声楽が用いられている。1900年8月の初演は大きな成功を収め、翌年にベジエ、そして1907年にはパリでも再演された。一般的な歌劇場向きのオーケストレーションに書き直した版も制作され、1917年5月にオペラ座で上演された後にパリで40回を超える公演を重ねた。
1903年から1921年にかけて、フォーレは定期的に『フィガロ』紙上で音楽評論を行っていたが、彼はこの仕事に難儀していた。生来の親切心と寛容さから、彼は作品の良い面を強調する傾向があったとネクトゥーは書いている。

### パリ音楽院の学長

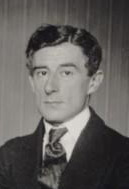
モーリス・ラヴェル

1905年のフランス音楽界に、国内最高の音楽賞であったローマ賞にまつわるスキャンダルが発生した。フォーレ門下のラヴェルが賞への6度目の応募で予選落ちを喫し、これに音楽院の保守的土壌が一枚噛んでいると多くの人々が考えたのである。大きな非難の的となったデュボワは、直ちに辞意を表明して職責を離れることとなった。後任に選ばれたフォーレはフランス政府の後押しを得て、同校の運営とカリキュラムに抜本的な改革を行った。入試、試験、大会での評決に独立した外部審査員を登用するという変革に対し、それまで自分の個人的な教え子に贔屓な取り計らいをしていた教員らは激怒した。副収入が大きく損なわれたと感じた彼らの多くが、音楽院を去っていった。学内で教えられる音楽の幅を広げ、現代化した彼は、不満を持つ保守派のメンバーからは「ロベスピエール」とあだ名されていた。ネクトゥーが述べるように、「オベール、アレヴィ、そしてわけてもマイアベーアが最高とされていたその場所で（中略）いまやラモーや、音楽院の壁の内側ではこれまで禁じられた名前であったワーグナーのアリアですら、歌うことが可能となったのだ。」カリキュラムはルネサンスの多声音楽からドビュッシーの作品にまで拡大された。
新しい役職の給与面はこれまでよりも好ましいものだった。しかし、せっかく作曲家としてよりも広く知られるようになっていたにもかかわらず、音楽院の運営をしているとオルガニスト、ピアノ教師として生活費を稼ぎだすのに奮闘していた頃ほどのわずかな時間しか、作曲のためには残されていなかった。7月最後に年度が終了すると、パリを離れた彼は通常スイス湖畔に立つホテルに逗留し、10月初めまでの2か月間に集中して作曲を行うのだった。この時期の作品には抒情オペラ『ペネロープ』（1913年）、個性が強く発揮された後期歌曲（1910年に完成した連作歌曲『イヴの歌』など）、ピアノ曲（舟歌第9-11番、夜想曲第7-11番）などがある。

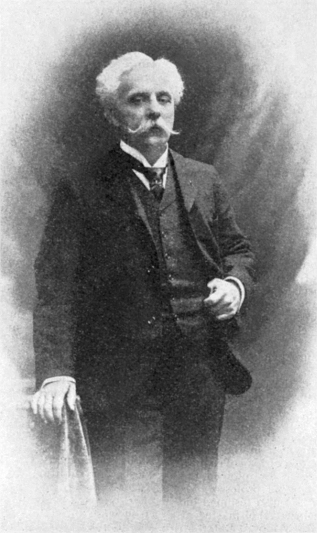
世紀の変わり目のフォーレ

フォーレは1909年に選出されてフランス学士院入りを果たす。その裏には強く彼への投票を呼び掛けた、長老会員であった義父とサン＝サーンスの存在があった。16票が対立候補であったヴィドールへ投じられる中、18票を得て辛くも選挙戦を制することになった。同年にラヴェルとケクランが率いる若き作曲家の一団が国民音楽協会と袂を分かち、新しく独立音楽協会を旗揚げした。ダンディを会長に据えた国民音楽協会は、極端に保守的な組織へと変質してしまっていたのである。独立音楽協会の会長職を引き受けたフォーレであったが、国民音楽協会にも籍を置いたままにしてダンディとは親密な関係を保った。彼の唯一の関心は新しい音楽を育むことであったのだ。1911年には音楽院のマドリッド通りの新校舎への移転を取り仕切った。
この頃から、フォーレの聴力には深刻な問題が生じてくる。聞こえが悪くなるばかりでなく、音が歪むようになり、高音と低音が彼の耳には酷く外れた音に聞こえるようになり始めたのである。
20世紀へ入って、フォーレの音楽はイギリスで人気を獲得し、さらにドイツ、スペイン、ロシアでの人気も遅れて後を追う形となっていた。彼は頻繁にイングランドを訪れており、1908年にバッキンガム宮殿に招かれて演奏を披露したことがきっかけとなり、ロンドンをはじめ各地へ活躍の場を広げていった。1908年にはロンドンでエルガーの交響曲第1番の初演を聴き、作曲者と食事を共にしている。エルガーは後に共通の知人であるフランク・シュスターへ宛てて、フォーレは「そうした本物の紳士だった - 最高のフランス人、私は彼を大いに称賛した」と書き送っている。エルガーはスリー・クワイア・フェスティバルでフォーレのレクイエムを取り上げようとしたが叶わず、最終的にイングランド初演はフランス初演に遅れること約50年後の1937年まで待たねばならなかった。その他各国の作曲家もフォーレを愛し、賛辞を述べた。1880年代にはチャイコフスキーが彼を「崇敬すべき」と考えており、アルベニスは1909年にこの世を去るまでフォーレと交友があり手紙のやり取りを続けた。リヒャルト・シュトラウスは彼に助言を求め、フォーレの晩年にはアメリカの若い作曲家アーロン・コープランドが熱心に支持した。
第一次世界大戦の火蓋が切って落とされ、フォーレは毎年作曲のために籠りに行っていたドイツで立ち往生してしまった。どうにかドイツを脱してスイスへ入り、そこからパリへと帰り着く。戦時中はフランスに留まり続けた。サン＝サーンスを筆頭にフランスの音楽家がドイツ音楽のボイコットへ乗り出しても、フォーレとメサジェはその思想からは距離を置いていた。この意見の不一致がサン＝サーンスとの友情に疵をつけることはなかった。フォーレは音楽に国民性を見出しておらず、自らの芸術は「あらゆる国家からあまりに彼方の上の方に位置するある国に属するものなので、どこか特定の国家にまつわる感情や個別の特性を表現せねばならない場合は引きずりおろしてくる」のだと考えていた。そうではありながらも、彼は自分の音楽がドイツでは愛されるというより敬われているということを認識していた。1905年1月に自作の演奏会のためにフランクフルトとケルンを巡ったフォーレは、こう記している。「私の音楽に対する批評は少し冷たい、そして上手く出来過ぎているというものだ!疑問は出てきていないが、フランス人とドイツ人は2つの異なる生き物だな。」

### 晩年と遺産
1920年、75歳となっていたフォーレは進行する聴覚と体力の衰えを理由に音楽院の職務を退いた。同年には音楽家には珍しく、レジオンドヌール勲章のグランクロワを授与された。1922年には共和国首相のアレクサンドル・ミルランの計らいにより、フォーレへの公開式典、国民的「オマージュ」(hommage) が催された。『ミュージカル・タイムズ』誌は次のように報じた。「ソルボンヌで開催された大祝典はフランスの高名な芸術家の大半を集め、[そのことが]彼には大きな喜びとなった。実のところ、心の痛む光景だった。自らの作品によるコンサートに出席した男は、1音たりとも聴くことができなかったのだ。着席して物思いに沈むように前方を見つめた彼は、そうした中ではありながらも、ありがたく満足したのであった。」

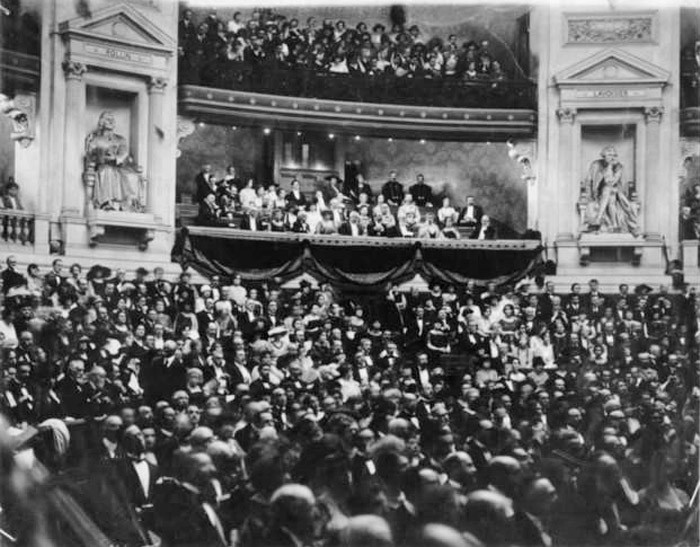
1922年、フォーレのために開催された国民的「オマージュ」の様子。2つの彫像に挟まれた貴賓席にフォーレとミルラン首相がいる。

晩年のフォーレは多量の喫煙習慣にも由来するところのある、健康状態の悪化に苦しめられた。しかしながら、彼は若い作曲家の求めには応じ続けており、その中にはメンバーの多くが彼に忠実だった「フランス6人組」もいた。ネクトゥーはこう記している。「晩年の彼は卓越した精神の活力を少しも失うことなく、一方で1875年から1895年にかけて書かれた作品の官能性や情熱からはむしろ距離を置き、ある種の静穏へと至った。」
人生最後の数か月間、フォーレは弦楽四重奏曲の完成を目指して奮闘していた。20年前にラヴェルから弦楽四重奏曲の献呈を受け、ラヴェルらからはあなたも書くべきだと強く勧められていた。弦楽四重奏曲は難しすぎるという理由で、彼は長年これを拒んでいたのであった。ついに作曲の決心をした際にも恐る恐るの様相で、妻にこう述べている。「弦楽のための四重奏を、ピアノなしで開始しました。これはとりわけベートーヴェンが有名にし、またベートーヴェン以外の全ての者に『恐怖』を抱かせるようにしてしまったジャンルです。」丸一年をかけてこの作品に取り組んだ彼は、完成を前に長い時間をこれに費やし、人生の終わりまであと2か月を切った1924年9月11日に全曲を書き上げた。曲の初演は彼の死後に行われた。彼は最期の時間に私的に曲を演奏しようという申し出を断っている。聴力の悪化が進み、彼の耳には楽音がひどく歪んで聞こえるまでになっていたからである。
フォーレは1924年11月4日、肺炎によりパリで79年の生涯に幕を下ろした。マドレーヌ寺院で国葬が営まれ、パリのパッシー墓地に葬られた。
フォーレの死後、音楽院は彼の急進性を廃し、音楽の新しい潮流に抵抗するようになった。フォーレ自身が実践した和声が現代音楽の最遠の限界として維持され、学生はそれ以上に進んではいけないことになった。フォーレの跡を継いだアンリ・ラボーは1922年から1941年まで学長を務め、「モダニズムは敵である」と宣言した。戦間期生まれの学生たちはこの時代遅れの学び舎を拒絶し、バルトーク、新ウィーン楽派、そしてストラヴィンスキーの新作へと霊感を求めるようになっていった。
1945年の生誕100周年に寄せて、音楽学者のレズリイ・オーリイが『ミュージカル・タイムズ』に次のように書いている。「『サン＝サーンスより深みを持ち、ラロよりも変化に富み、ダンディよりも自発的で、ドビュッシーよりも古典的、ガブリエル・フォーレはフランス音楽の《とびっきり》の巨匠であり、我らが音楽的天才を映す完璧な鏡である。』イングランドの音楽家が彼の作品への知見を深めた折には、おそらくこのロジェ＝デュカスの言葉は過度な称賛ではなく、当然の賛辞に過ぎないと思われることだろう。」

## 音楽的特徴

### 音楽史的な位置
フォーレは、リスト、ベルリオーズ、ブラームスらが成熟期の作品を生み出していたころに青年期を過ごし、古典的調性が崩壊し、多調、無調の作品が数多く書かれ、微分音、十二音技法などが試みられていた頃に晩年を迎えている。なかでも、調性崩壊の引き金を引いたワーグナーの影響力は絶大で、同時代の作曲家は多かれ少なかれ、ワーグナーにどう対処するかを迫られた。
こうした流れのなかで、フォーレの音楽は折衷的な様相を見せる。ドビュッシーはワーグナーの影響を拒否したが、フォーレは歌劇『ペネロープ』でライトモティーフを採用するなど一定の影響を受けつつも、その亜流とはならなかった。形式面では、サン＝サーンスの古典主義には留まらなかった。一方で、その作品形態は当時の流行を追うこともせず、採用したのは古典主義的な楽曲形式であった。調性においては、頻繁な転調の中にときとして無調的な響きも挿入されるが、旋律や調性から離れることはなかった。音階においては、旋法性やドビュッシーが打ち立てた全音音階を取り入れているが、これらに支配されたり、基づくことはなかった。
フォーレの音楽は劇的表現を目指すものではなかったので、必然的に大規模管弦楽を擁する大作は少ない。ただし、和声の領域においてはシャブリエとともに、ドビュッシー、ラヴェルへの橋渡しといえる存在であり、19世紀と20世紀をつなぐ役割を果たしている。

### フォーレの音楽の変遷
フォーレの音楽は、便宜的に初期・中期・晩年の3期に分けられることが多い。初期の代表作として、ヴァイオリン・ソナタ第1番（作品13）やピアノ四重奏曲第1番（作品15）がある。夜想曲では第1番から第5番、舟歌では第1番から第4番が相当する。初期の作品では、明確な調性と拍節感に支えられた清新な旋律線が際立っている。旋律を歌わせる際にはユニゾン、伴奏形には装飾的かつ流動的なアルペジオが多用される。ユニゾンとアルペジオはフォーレの生涯にわたって特徴的に見られるが、この時期のそれは音色の効果や装飾性の域を脱するものではない。
フォーレの中期あるいは第2期は、ピアノ四重奏曲第2番（作品45）、『レクイエム』（作品48）、『パヴァーヌ』（作品50）などが作曲された1880年代の後半から、ピアノ五重奏曲第1番（作品89）が完成した1900年代前半までと見られる。同時期には『主題と変奏』（作品73）、『ペレアスとメリザンド』（作品80）なども生まれているほか、夜想曲では第6番から第8番、舟歌では第5番から第7番が該当する。初期の曲に見られた輝かしく外面的な要素は、年を経るに従って次第に影を潜め、より息の長い、求心的で簡素化された語法へと変化していく。また、一つ一つの音を保ちながら和声をより流動的に扱うことにより、拍節感は崩れ、内声部は半音階的で曖昧な調性で進行するようになる。こうした微妙な内声の変化の上に、調性的・旋法的で簡素でありながら流麗なメロディをつけて歌わせるというのが、フォーレの音楽の特色となっている。
歌劇『ペネロープ』やヴァイオリン・ソナタ第2番（作品108）が作曲された1900年代後半からは、晩年と見られる。夜想曲では第9番以降、舟歌では第8番以降の時期である。この頃には耳の障害が始まり、扱う音域も狭くなり、半音階的な動きが支配的で調性感はより希薄になっていく。ピアノ五重奏曲第2番（作品115）やピアノ三重奏曲（作品120）では冒頭にピアノによるアルペジオが見られるが、もはや華やかさとは無縁の単純化された音型であり、また弦のユニゾンも抽象的な高みへの追求あるいは収斂性として働いている。

### アール・ヌーヴォーとの関連
フォーレ研究家として知られるジャン＝ミシェル・ネクトゥーは、著書『ガブリエル・フォーレ』の中で、同時代の文学者マルセル・プルーストがフォーレの音楽に魅了されていたとし、プルーストとフォーレをともにアール・ヌーヴォーに属する芸術家として位置づけた上で、「そのまがりくねり互いに絡み合った長いフレーズと常時現れる花にまつわる主題は、まさに1900年の芸術を象徴するものである。」と述べている。
一般に、アール・ヌーヴォーは19世紀末から20世紀初頭の装飾美術・デザインに適用される様式概念であり、ネクトゥーの説はこれを文学、音楽に敷衍させたものといえる。この指摘は、アール・ヌーヴォーのもつ装飾性や、コントラストでなく曲線重視といった表現性をフォーレの音楽性と通じるものとしてみている。この観点からは、フォーレの別の側面が見えてくることも事実である。装飾的な音型がメロディーに同化している点では、初期の歌曲『夢のあとに』がまず挙げられる。さらに、「舟歌」をはじめとする作品でのアルペジオへの傾斜は、晩年まで見られる特徴である。ただし「装飾音」であっても、その効果あるいは意図するところが初期と晩年では相当に違っているという点は、上述の通りである。

### フォーレは「サロン音楽」の作曲家か
フォーレは当時のサロンで受け入れられたため、ドビュッシーを初めとしてフォーレの作品を「サロン音楽」と矮小化して受けとめる風潮も現在まで存在する。とはいえ、特に中期から晩年にかけてのフォーレの音楽は、規模の小さな作品においても、ただ柔らかく上品で洗練されているというだけで終わってはいない。伝統的なあらゆる手法を駆使し、ごく自然に流れる音の流れが独自の緻密な構成でまとめられている。
1906年に、フォーレは妻に宛てた手紙でピアノ四重奏曲第2番のアダージョ楽章について触れ、「存在しないものへの願望は、おそらく音楽の領域に属するものなのだろう」と書いている。また、1908年には次男フィリップに「私にとって芸術、とりわけ音楽とは、可能な限り人間をいまある現実から引き上げてくれるものなのだ」と書き残している。
フォーレは死の2日前、二人の息子に次のような言葉を残している。「私がこの世を去ったら、私の作品が言わんとすることに耳を傾けてほしい。結局、それがすべてだったのだ……」

## 主要作品
以下「Op.」以下の数字は作品番号を示す。全曲リストはフォーレの楽曲一覧を参照。

### 管弦楽曲
『カリギュラ』 Op.52（Caligula, 1888年）
舞台音楽の最初の作品。大デュマの同名の悲劇再演のために小デュマから依頼を受け、わずか数か月で書き上げた。劇付随音楽としての初演は1888年11月8日。その後、演奏会用の版をフォーレ自身が作成し、翌年の4月6日に国民音楽協会の演奏会で初演された。
『ペレアスとメリザンド』 Op.80（Pelléas et Mélisande, 1898年）
別項参照
『マスクとベルガマスク』 Op.112（Masques et Bergamasques, 1919年）
【1. 序曲 / 2. パストラール / 3. マドリガル / 4. いちばん楽しい道 / 5. メヌエット / 6. 月の光 / 7. ガヴォット / 8. パヴァーヌ】
舞台音楽としては最後の作品。ただし、8曲中4曲はすでに作曲されていた他の作品を取り込んだもので、新たに作曲されたのは第1, 2, 5, 7曲のみ。旧作の第6曲、第8曲は単独で演奏され親しまれている。ルネ・フォーショワの台本による。初演は1919年4月10日モンテカルロ。

### 協奏曲
ピアノと管弦楽のためのバラード Op.19（1880年）
全体は3部からなる。（Andante cantabile - Allegro moderato - Andante ただし第2部は出版譜によりAllegretto moderato）主調は嬰ヘ長調。全曲を通して三つの主題が執拗に反復されるだけの形式をとっている。

### 室内楽曲
ピアノ五重奏曲第1番 ニ短調 Op.89（1903年 - 1906年）
【1. Molto moderato / 2. Adagio / 3. Allegretto moderato】
この作品を作曲していた当時、フォーレは聴覚範囲が狭まり高音と低音がピッチの違う音として聞こえるという聴覚障害に悩まされるようになった。1906年3月、作曲者のピアノ、イザイの弦楽四重奏団の演奏で初演され、イザイに献呈された。作曲者の手紙によると、イザイはこの曲の若々しさ、純粋に音楽的であることに狂喜したという。
ピアノ五重奏曲第2番 ハ短調 Op.115（1919年 - 1921年）
【1. Allegro moderato / 2. Allegro vivo / 3. Andante moderato / 4. Allegro molto】
1920年にフォーレは音楽院を辞職した。これにより作曲に充てられる時間は増えたものの、経済的な不安を抱え込むことになった。ロベール・ロルタのピアノとエッキャン四重奏団により行われた初演は大成功で聴衆全員のスタンディング・オベーションで迎えられ、批評家からも支持された。この作品は後輩のポール・デュカスに献呈された。
弦楽四重奏曲 ホ短調 Op.121（1924年）
【1. Allegro moderato / 2. Andante / 3. Allegro】
フォーレ最後の作品。ピアノを含まない唯一の室内楽作品でもある。フォーレはこの作品を弟子に見せ、「君がよく見て、おかしいところがなければ発表してくれ」と頼んだといわれる。初演は作曲者の死後1925年6月12日にフランス国立音楽・演劇学校で行われた。
ピアノ四重奏曲第1番 ハ短調 Op.15（1879年）
【1. Allegro molto moderato / 2. Scherzo / 3. Adagio / 4. Allegro molto】
マリアンヌ・ヴィアルドとの婚約が一方的に破棄され傷心の時期に書かれた作品。長いユニゾンや突然の転調といった音色や調性上の実験的な試みが多くなされている。初演は1880年2月14日に国民音楽協会のコンサートで行われた。
ピアノ四重奏曲第2番 ト短調 Op.45（1886年）
【1. Allegro molto moderato / 2. Allegro molto / 3. Adagio non troppo / 4. Allegro molto】
フォーレが円熟期を迎えた時期の作品で、『レクイエム』の直前に書かれている。1886年1月22日国民音楽協会のコンサートで初演された。
ピアノ三重奏曲 ニ短調 Op.120（1922年 - 1923年）
【1. Allegro ma non troppo / 2. Andantino / 3. Allegro vivo】
フォーレ自身はこの作品を「小さなトリオ」と呼んだが、弟子のフローラン・シュミットは「これこそが音楽だ。そして音楽以外の何者でもない。」と評している。公開での初演は1923年6月、アルフレッド・コルトー、ジャック・ティボー、パブロ・カザルスにより行われた。モーリス・ルーヴィエ夫人に献呈された。
ヴァイオリン・ソナタ第1番 イ長調 Op.13（1876年）
【1. Allegro molto / 2. Andante / 3. Allegro vivo / 4. Allegro quasi presto】
歌曲・ピアノ曲以外で初めての本格的な作品。マリアンヌ・ヴィアルドとの恋愛が反映された幸福な作品。マリアンヌの弟ポール・ヴィアルドに献呈されている。初演は、1877年1月27日に国民音楽協会の演奏会でマリー・タヨーのヴァイオリン、作曲者のピアノで初演された。さらに翌年パリ万博の催し物としても演奏されたが、当時はあまり評判にならなかった。しかし、サン＝サーンスは手紙でフォーレの才能を賞賛している。
ヴァイオリン・ソナタ第2番 ホ短調 Op.108（1916年 - 1917年）
【1. Allegro non troppo / 2. Andante / 3. Allegro non troppo】
1916年8月16日付けの手紙で、この作品に着手したことを妻に知らせている。第1番とは40年を隔てて作曲されたこの作品は、第1番とは対照的にフォーレ晩年の書法で書かれている。1917年11月10日、国民音楽協会の演奏会でリュシアン・カペーのヴァイオリン、アルフレッド・コルトーのピアノで初演された。
チェロ・ソナタ第1番 ニ短調 Op.109（1917年）
【1. Allegro / 2. Andante / 3. allegro commodo】
ヴァイオリンソナタ第2番の完成に引き続いて作曲され、1918年1月にアンドレ・エッキングとアルフレッド・コルトーにより初演された。第1楽章ではアクセントが多用される。子守唄調の旋律の音形が繰り返される第2楽章を経て、第3楽章ではピアノに寄り添いつつチェロが歌う。
チェロ・ソナタ第2番 ト短調 Op.117（1921年）
【1. Allegro / 2. Andante / 3. Allegro vivo】
1921年にフォーレはナポレオン1世没後100年記念式典のための『葬送歌』を吹奏楽用に作曲、これをチェロ・ソナタ第2番の中間楽章に転用した。1922年5月、ジェラール・エッキングとアルフレッド・コルトーによって初演された。ヴァンサン・ダンディは、初演の翌日「一晩たったいまでも、君の美しいチェロソナタに魅了されつづけている。アンダンテは表現力に富み、真の傑作だ」とフォーレに書き送っている。第1番より演奏機会が多い。
『シシリエンヌ』ト短調 Op.78（Sicilienne, 1898年）
チェロとピアノのための作品。後に『ペレアスとメリザンド』に転用。
『塔の中の奥方』(Une châtelaine en sa tour) イ短調 Op.110（1918年）
ハープ独奏曲。

### ピアノ曲
『主題と変奏』(Thème et Variations) 嬰ハ短調 Op.73（1895年）
主題と11の変奏からなる。1896年12月、レオン・ドゥラフォスによって初演された。夜想曲第6番、舟歌第5番と同時期の作品であり、これらとともに、フォーレの最も充実したピアノ作品とされる。コルトーは、「音楽的な豊かさ、表現の深さ、器楽的内容の質の高さからして、あらゆる時代のピアノ音楽のうち、希有で最も高貴な記念碑の一つ」と激賞している。
ピアノ組曲『ドリー』(Dolly) Op.56（1893年 - 1896年）
【1. 子守歌 / 2. ミ-ア-ウ / 3. ドリーの庭 / 4. キティー・ヴァルス / 5. 優しさ / 6. スペインの踊り】
4手ピアノのための作品。「ドリー」とは、フォーレが可愛がっていた子供で、この作品を献呈されたエレーヌ・バルダックの愛称である。ちなみにドビュッシーが『子供の領分』を書いた時に題材にしたシュウシュウという愛称の子供は、エレーヌの母親エンマがドビュッシーと再婚してもうけた子供であった。管弦楽版（アンリ・ラボー編曲）、ピアノ独奏版などの編曲でも親しまれている。
ヴァルス＝カプリス 全4曲
【1. イ長調 Op.30 / 2. 変ニ長調 Op.38 / 3. 変ト長調 Op.59 / 4. 変イ長調 Op.62】
即興曲 全5曲
【1. 変ホ長調 Op.25 / 2. ヘ短調 Op.31 / 3. 変イ長調 Op.34 / 4. 変ニ長調 Op.91 / 5. 嬰ヘ短調 Op.102】
上述の5曲にハープのために書き下ろされピアノに編曲された1曲（変ニ長調、Op.86bis）を含め6曲とカウントすることもある。第3番までと後期に書かれた2曲との間にはそのスタイルに大きな隔たりがある。第3番までの3曲はサン＝サーンスの手により初演されている。
夜想曲 全13曲
【1. 変ホ短調 Op.33-1 / 2. ロ長調 Op.33-2 / 3. 変イ長調 Op.33-3 / 4. 変ホ長調 Op.36 / 5. 変ロ長調 Op.37 / 6. 変ニ長調 Op.63 / 7. 嬰ハ短調 Op.74 / 8. 変ニ長調 Op.84-8 / 9. ロ短調 Op.97 / 10. ホ短調 Op.99 / 11. 嬰ヘ短調 Op.104-1 / 12. ホ短調 Op.107 / 13. ロ短調 Op.119】
夜想曲の作曲時期はフォーレの活動時期のすべてにわたっている。第13番はピアノ作品の掉尾を飾る曲である。ピアニストのマルグリット・ロンは第6番を「フォーレの最も美しいインスピレーション」と評している。
舟歌 全13曲
【1. イ短調 Op.26 / 2. ト長調 Op.41 / 3. 変ト長調 Op.42 / 4. 変イ長調 Op.44 / 5. 嬰ヘ短調 Op.66 / 6. 変ホ長調 Op.70 / 7. ニ短調 Op.90 / 8. 変ニ長調 Op.96 / 9. イ短調 Op.101 / 10. イ短調 Op.104-2 / 11. ト短調 Op.105-1 /12. 変ホ長調 Op.105-2 / 13. ハ長調 Op.116】
第4番まではヴェネツィアを訪れる前に作曲されており、フォーレの憧れとしてのイタリアを描き出したものといわれている。
前奏曲集 Op.103 全9曲（1910年）
【1. 変ニ長調 / 2. 嬰ハ短調 / 3. ト短調 / 4. ヘ長調 / 5. ニ短調 / 6. 変ホ短調 / 7. イ長調 / 8. ハ短調 / 9. ホ短調】
フォーレがこの前奏曲集を作曲した時期は、ドビュッシーが前奏曲集第1巻を作曲した時期と重なっている。ドビュッシーの作品と異なり、フォーレは作曲意図の手がかりを残していない。フォーレは1910年の1月に最初3曲の前奏曲を出版者に渡しており、同じ年の秋にかけて残りの6曲を作曲した。

### 歌曲
『夢のあとに』 Op.7-1（Après un rêve, 1865年頃）
歌曲集『3つの歌』Op.7の第1曲。ロマン・ビュシーヌによるイタリア詩からの訳詩による作品。フォーレの歌曲中最も有名な作品。様々な編曲で演奏される。
『イスファハンの薔薇』 Op.39-4（Les Roses d'Ispahan, 1884年）
歌曲集『4つの歌』Op.39の第4曲。ルコント・ド・リールの詩による作品。
『月の光』 Op.46-2（Clair de lune, 1887年）
歌曲集『2つの歌』Op.46の第2曲。ポール・ヴェルレーヌの詩による作品。これ以後の7年間、フォーレはヴェルレーヌの詩に集中的に作曲するようになる。
歌曲集『5つのヴェネツィアの歌』 Op.58（Cinq mélodies de Venise, 1891年）
【1. マンドリン / 2. ひそやかに / 3. グリーン /4. クリメーヌに / 5. 恍惚】
ヴェルレーヌの詩による、フォーレの最初の連作歌曲集。1891年5月にイタリアのヴェネツィア、フィレンツェに旅行したときに「マンドリン」が書かれ、その夏に全曲が完成している。
歌曲集『優しい歌』 Op.61（La bonne chanson, 1891年 - 1892年）
【1. 後光を背負った聖女 / 2. 暁の光は広がり / 3. 白い月影は森に照り /4. 私は不実な道を歩いていた / 5. 私は本当に恐ろしいほど / 6. 暁の星よ、おまえが消える前に / 7. それはある夏の明るい日 / 8. そうでしょう / 9. 冬が終わって】
ヴェルレーヌの詩による歌曲集。全曲を通じていくつかの共通した動機が確認され、統一性がもたらされている。作曲当時、親密であったエンマ・バルダック（歌手でもあった）との交際とその助言に大いに触発され、後年フォーレは「『優しい歌』ほど自発的に書けた作品はなかった。少なくとも、最も感動的な歌手が備えていた自発性によって、自然と明快な表現が生み出されていったことは付け加えておかねばならない。」と述懐している。この作品を聴いたサン＝サーンスが「フォーレは完全に気が狂ってしまった」と叫んだことが知られている。フォーレ自身による、伴奏をピアノと弦楽五重奏のために編曲した版がある。
『九月の森で』 Op.85-1（Dans la forêt de septembre, 1902年）
歌曲集『3つの歌』Op.85の第1曲。カチュール・マンデスの詩による作品。
歌曲集『イヴの歌』 Op.95（La chanson d'Ève, 1906年 - 1910年）
【1. 楽園 / 2. 最初の言葉 / 3. 燃えるバラ / 4. 神の輝きのように / 5. 夜明け / 6. 流れる水 / 7. 目覚めているか、太陽の香り / 8. 白いバラの香りの中で / 9. たそがれ / 10. おお死よ、星くずよ】
シャルル・ヴァン・レルベルグの詩による歌曲集。1910年4月、ジャンヌ・ロネーのソプラノ（献呈も）、フォーレのピアノによって初演された。『優しい歌』のような統一性は見られない。これについてフォーレは「異なった性格の二つの詩からは必然的に二つの異なった音楽が生まれる」と語っている。
歌曲集『閉じられた庭』 Op.106（Le jardin clos, 1914年）
【1. 願いの成就 / 2. あなたが私の眼に入る時 / 3. 使いの女 / 4. 私はおまえの心に身を委ねよう / 5. ニンフの神殿で / 6. 薄暗がりで / 7. 私には大切なのです / 8. 砂の上の墓碑銘】
ヴァン・レルベルグの詩による2つめの連作歌曲集。より簡潔で透明な後期の様式が現れている。
歌曲集『幻影』 Op.113（Mirages, 1919年）
【1. 水の上の白鳥 / 2. 水に映る影 / 3. 夜の庭 /4. 踊り子】
ルネ・ド・ブリモン男爵夫人の詩による歌曲集。1919年7月から8月にかけて一月足らずで作曲された。同年12月、マドレーヌ・グレーのソプラノ（献呈も）、フォーレのピアノによって初演された。
歌曲集『幻想の水平線』 Op.118（L'horizon chimérique, 1921年）
【1. 海は果てしなく / 2. 私は乗った / 3. ディアーヌよ、セレネよ /4. 船たちよ、我々はおまえたちと】
第一次世界大戦で若くして散った詩人、ジャン・ド・ラ・ヴィル・ド・ミルモンの詩による、フォーレ最後の歌曲集。1921年秋、チェロソナタ第2番の完成後に作曲された。翌1922年5月、シャルル・パンゼラ（献呈も）の独唱とフォーレのピアノによって初演された。初演者のパンゼラは、その著書のなかで「ガブリエル・フォーレよ、あなたの最後の曲集は一人の詩人の最後の作品と交わった」と書いている。ネクトゥーは「貴族的な慎みをそなえた『幻影』とは対照的に、直ちに魅了する直接的な調子を持つ」力強く輝かしい作品としている。

### 宗教曲・合唱曲
ラシーヌの雅歌 Op.11（Cantique de Jean Racine, 1863年 - 1864年）
ハルモニウムまたはピアノ伴奏による合唱曲。
レクイエム Op.48（1887年）
別項参照。
パヴァーヌ Op. 50（Pavane, 1887年）
合唱と管弦楽のための作品。合唱は省かれることもある。2種の編曲版が存在。
小ミサ曲 (Messe basse)
アンドレ・メサジェとの共作の『ヴィレルヴィルの漁師のミサ』（Messe des pêcheurs de Villerville, 1881年 - 1882年）を改作。

### 歌劇
現在ではほとんど上演されないが、フォーレには以下の2曲の大作がある。
悲歌劇『プロメテ』(Prométhée) 全3幕 Op.82（1900年）
アイスキュロスのギリシア悲劇に基づく、ジャン・ロランおよびアンドレ＝フェルディナン・エロルドの台本。吹奏楽編曲はシャルル・ユスタースによる。1900年8月、ベジエの野外円戯場において、300名の吹奏楽団、100名の弦楽、13名のハープ、30名の舞台上のトランペット、200名の合唱など、総勢800人に上る演奏者とフォーレ自身の指揮によって初演された。聴衆は1万人といわれる。フォーレの弟子ロジェ＝デュカスによる通常のオーケストラによる演奏会用の編曲がある。
歌劇『ペネロープ』(Pénélope) 全3幕（1907年 - 1912年）
ギリシア叙事詩『オデュッセイア』に基づく、ルネ・フォーショワの台本による。1913年3月、レオン・ジェアン指揮によりモンテカルロで初演、同年5月のパリ初演で大きな成功を収めた。フォーレは1905年にフランス国立音楽・演劇学校の学長に就任しており、以降年2か月間の休暇中に集中して作曲している。このため『ペネロープ』の作曲期間は実質10か月程度と見られる。初演に間に合わせるために、第2幕の第2場以降および第3幕の最後の場面のオーケストレーションについて、フェルナン・ペクー（ヴァンサン・ダンディの弟子）の手を借りたことが認められる。